# Einar Selander
Nils Einar Fredrik Selander, född 5 augusti 1875 i Stockholm, död där 2 november 1930, var en svensk sjöofficer.
Einar Selander var son till Nils Selander. Han blev underlöjtnant vid flottan 1896, kommendörkapten av andra graden 1917 och av första graden 1919 samt kommendör 1926. Efter några års tjänstgöring på Karlskrona örlogsstation genomgick Selander Sjökrigsskolan 1902–1904 och tjänstgjorde därefter i Stockholm, bland annat i kommandoexpeditionen och i Marinstaben. Åren 1913–1916 var han förste adjutant hos chefen för underofficers- och sjömanskårerna i Karlskrona, varefter han 1920–1927 var chef för Marinstabens organisationsavdelning och 1927–1930 chef för Sjöförsvarets kommandoexpedition. Selander var under sin tjänstetid sjökommenderad i över 156 månader. Bland annat var han 1918 chef för transportavdelning som överförde kustartilleridetachementet till Åland, och 1926 eskaderchef för Karlskronaeskadern. I stor utsträckning anlitades Selander för särskilda uppdrag i utredningar och kommittéer, bland annat beträffande officerskårens rekrytering och utbildning, lönereglering för arméns och marinens personal samt förstärkning av isbrytarberedskapen. Vidare var han ledamot av Försvarsväsendets lönenämnd. Selander invaldes 1914 i Örlogsmannasällskapet och 1923 i Krigsvetenskapsakademien. Han utgav 1907 En bok om vår flotta. Einar Selander är begravd på Norra begravningsplatsen utanför Stockholm.